# Javier Huerta Pastor
Javier Huerta Pastor (Tenerife, 17 de enero de 1997) es un deportista español que compite en voleibol, en la modalidad de playa. Ha hecho pareja con Hugo Rojas (2013-2017), Alejandro Huerta (2017-2019 y 2022-2024), Sergi Reñé (2019-2020), Francisco Duque (2021) o Óscar Jiménez (2022). Es hermano del también jugador de vóley playa Alejandro Huerta.

## Carrera profesional
Ha ganado una vez el Campeonato de España (2023). y lo hizo junto a su hermano Alejandro Huerta con quien ha formado pareja consiguiendo resultados como quedar campeones del BPT Futures de Madrid en 2023.

## Palmarés

### Beach Pro Tour
| Leyenda           |
| BPT Finals (0)    |
| BPT Elite 16 (0)  |
| BPT Challenge (0) |
| BPT Futures (2)   |

| N.º | Fecha              | Torneo   | Pareja           | Oponentes en la final          | Resultado                |
| --- | ------------------ | -------- | ---------------- | ------------------------------ | ------------------------ |
| 1.  | 14 de mayo de 2023 | Madrid   | Alejandro Huerta | Paul Henning Sven Winter       | 2-1 (17-21, 21-16, 15-9) |
| 2.  | 4 de mayo de 2025  | Valencia | Alejandro Huerta | Tiziano Andreatta Davide Benzi | 2-0 (21-15, 21-9)        |